# Onze-Lieve-Vrouw-Ten-Hemel-Opgenomenkapel

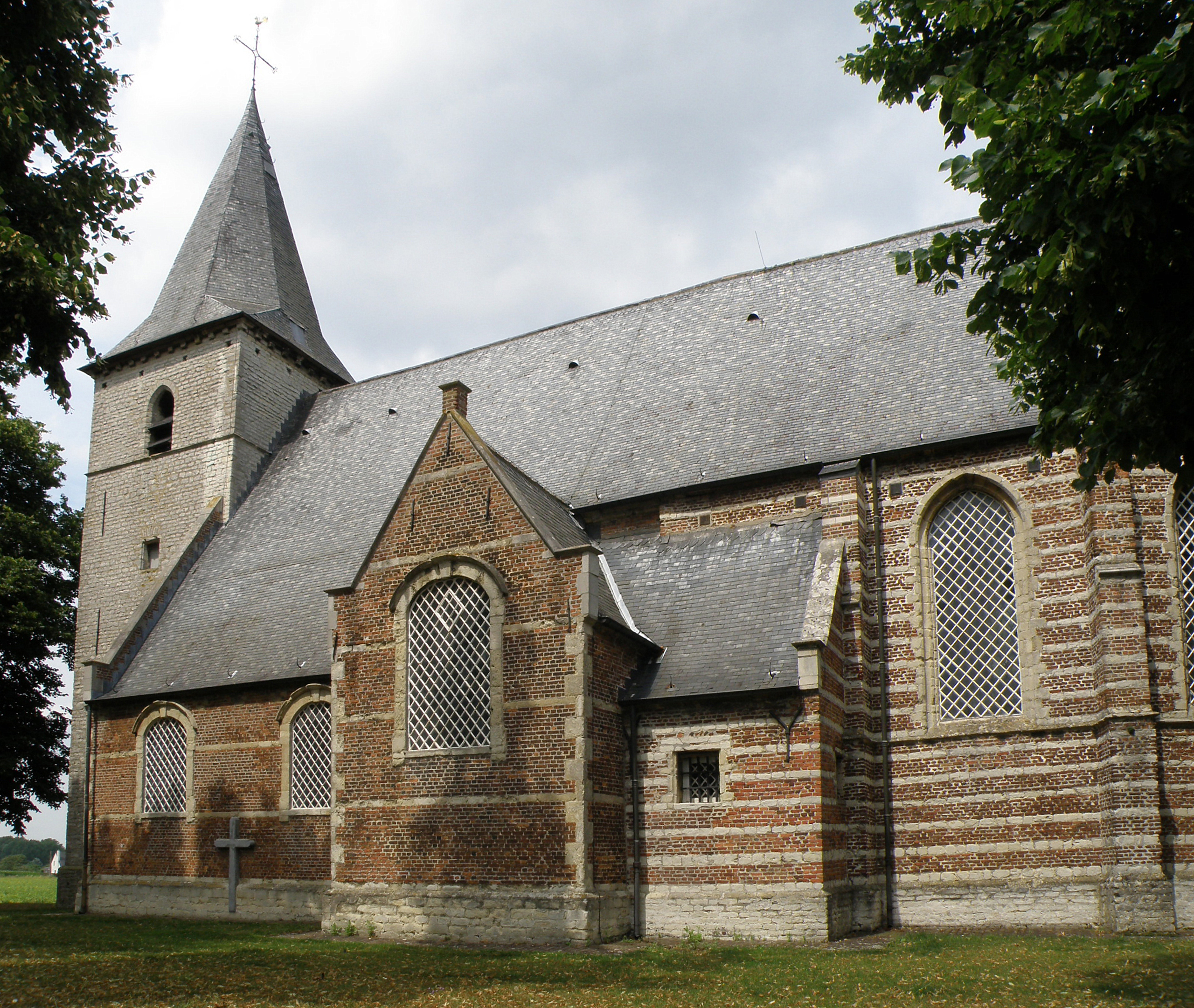
Onze-Lieve-Vrouw-Ten-Hemel-Opgenomenkapel

De Onze-Lieve-Vrouw-Ten-Hemel-Opgenomenkapel is de voormalige parochiekerk van de tot de Antwerpse gemeente Ranst behorende plaats Millegem, gelegen aan de Sint-Antoniusstraat 39.
Deze kapel was de eerste parochiekerk van Ranst en werd al vermeld in 1202. Later verplaatste het zwaartepunt van het kerkelijk leven zich naar de Sint-Pancratiuskerk.
De huidige kapel dateert van de 16e en 17e eeuw. Tijdens de godsdiensttwisten brandde de kerk af en in 1608 werd de ruïne van de kerk zelfs nog bewoond. In 1610 en daarna werd de kerk hersteld, maar in 1680 was de kerk al weer aan herstel toe. In 1683 werd het koor hersteld en in 1684-1685 werd het oude schip gesloopt en door een nieuw kerkschip vervangen. In 1750 werd de toren hersteld.
In de 19e eeuw werden de zijbeuken aangebracht.
Vanaf 1805 was de kerk niet langer meer als parochiekerk in gebruik. Wel werden er incidenteel nog Missen opgedragen, terwijl daarnaast ook culturele activiteiten, zoals concerten, in de kerk plaatsvinden.

## Gebouw
Het betreft een driebeukig pseudobasilicaal georiënteerd kruiskerkje. De voorgebouwde toren is uitgevoerd in zandsteen, telt vier geledingen en heeft een ingesnoerde naaldspits. De rest van de kerk is in baksteen uitgevoerd, waarbij het driezijdig afgesloten koor speklagen van baksteen en zandsteen toont.

## Interieur
De kerk bezit een 17e-eeuws gepolychromeerd beeld van Sint-Antonius Abt. Uit gepolychromeerd hout is een beeld van Sint-Anna met Maria, van omstreeks 1600.
Het hoogaltaar en het doksaal zijn 17e-eeuws en in gemarmerd hout uitgevoerd. Het orgel is van 1713, werd vervaardigd door Carolus Dillens en is afkomstig van de Sint-Pancratiuskerk, van waar het in 1837 naar Millegem werd overgebracht. Er is een grafsteen van 1622.